# Laminci Sređani
Laminci Sređani är ett samhälle i Bosnien och Hercegovina.   Det ligger i entiteten Republika Srpska, i den norra delen av landet, 160 km nordväst om huvudstaden Sarajevo. Laminci Sređani ligger 89 meter över havet och antalet invånare är 475.
Terrängen runt Laminci Sređani är mycket platt.Närmaste större samhälle är Bosanska Gradiška, 7,8 km nordväst om Laminci Sređani.
Trakten runt Laminci Sređani består till största delen av jordbruksmark. Runt Laminci Sređani är det ganska tätbefolkat, med 67 invånare per kvadratkilometer.